# 麓

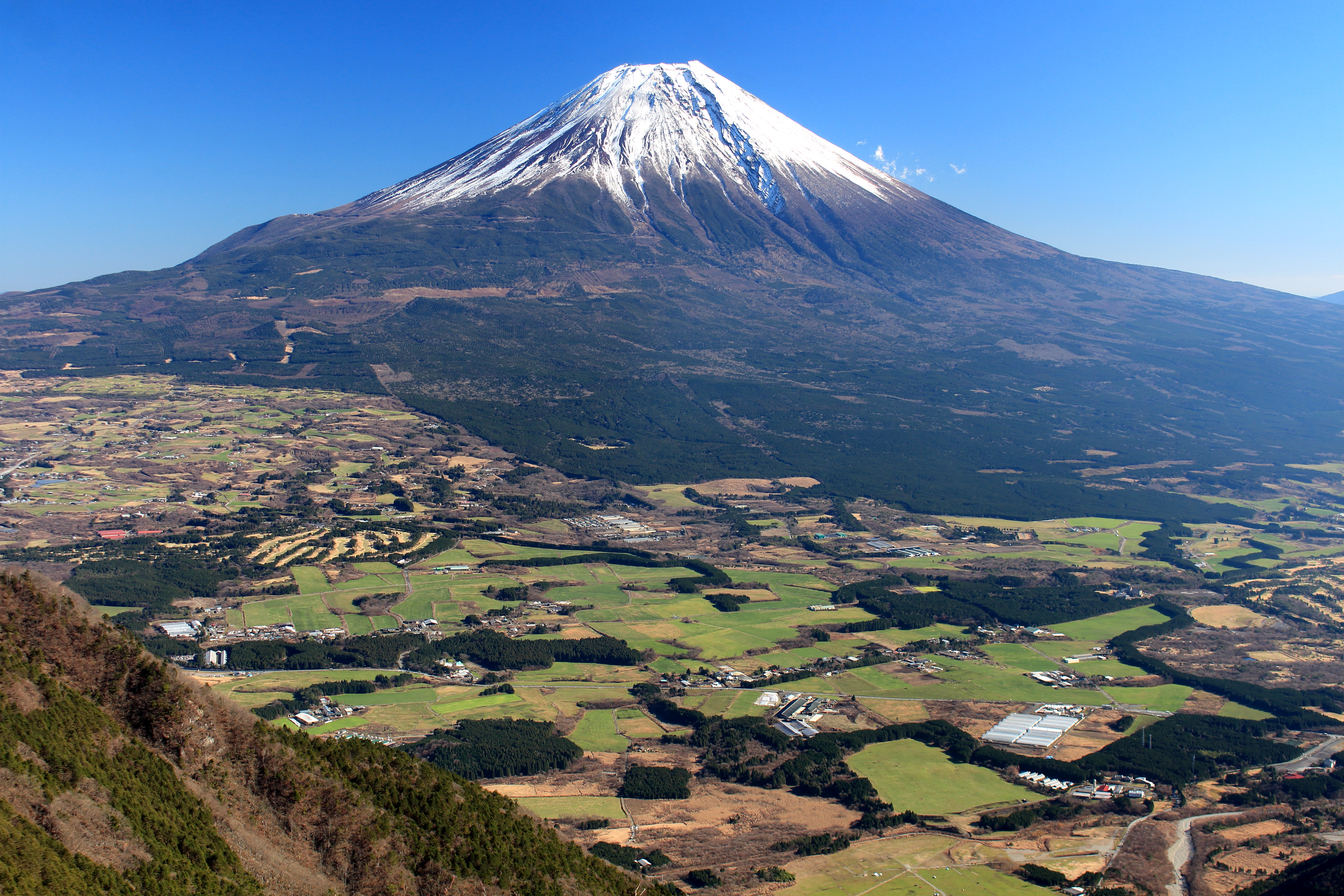
富士山の西の麓の朝霧高原を望む（毛無山からの眺望）。

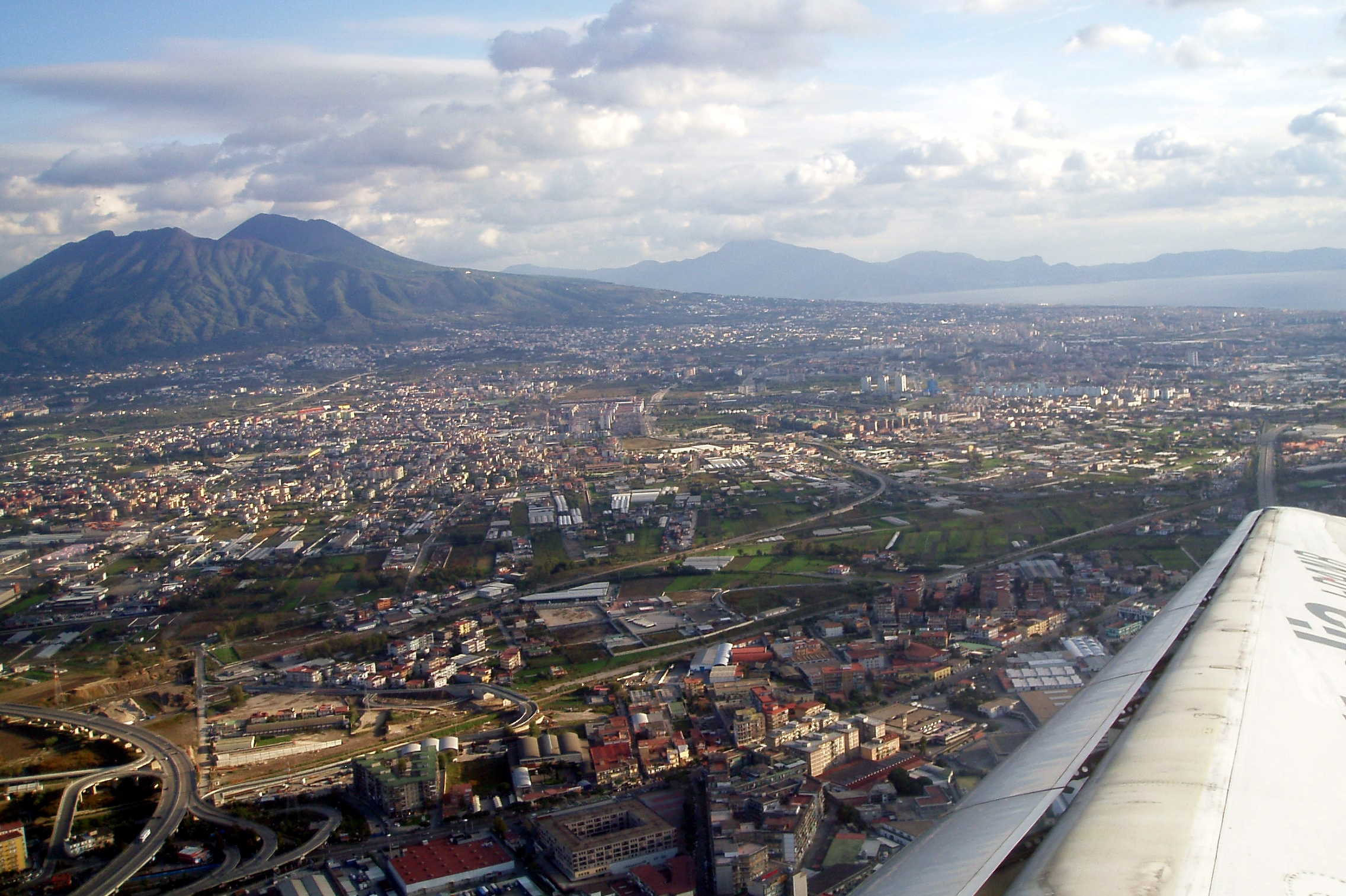
イタリア南部のナポリの町は噴火が止んだヴェスヴィオ山の麓まで伸びている。

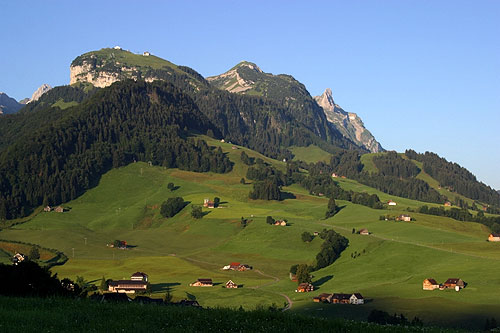
スイスの山すそでは放牧が行われている。

麓（ふもと、英語: foothills, piedmont）は、山体の基部で、山・丘陵・高地などの下部で標高がゆるやかに増加しはじめる部分、すなわち、平野と山・丘陵・高地との間の移行地帯である。山麓（さんろく）、裾野（すその）、山すそなどともいう。
山の上部の頂（いただき）や頂上、中部の山腹や中腹に対する言葉である。麓と山腹の境界は、傾斜が急に変わる地点として明瞭に表れることが多い。
多くの場合、麓は扇状地や開析台地で構成されている。
山の麓には山頂からの方角によって、北麓・南麓・東麓・西麓などという。山麓には山からの水を集めた湖、草木が茂る草地・山林があったり、丘陵や高原になっていたり、観光用道路が敷かれたり、村や町がある場合もある。林業や放牧、湖や湧き水を利用した漁業、高原野菜作りなどの産業もある。

## ピードモント
英語で麓を意味する"piedmont"（ピードモント）は、ロマンス語で「山の足」(foot of the mount)を意味する言葉を語源とする。アメリカ合衆国・アパラチア山脈の麓にはピードモント台地がある。イタリア語では「ピエモンテ」となり、アルプス山脈の麓にはピエモンテ州がある。

## 参照項目
- 山の部分名称